# Ахав (титула)
Ахав (мај. Ajaw), мајанска титула за владара у класичном периоду мајанске цивилизације.

## Дефиниција
Реч ахав на мајанском значи краљ, господар или вођа. У класичном периоду представљала је владарску титулу код Маја, али се могла односити и на владајућу класу мајанских градова-држава и на све њене чланове.

## Историја
Међу Мајама у класичном добу (250-900. године нове ере) уобичајено је величање владара, како на сачуваним стелама (где су приказани са ознакама статуса на одори како стоје на заробљенику) тако и у сачуваним гробницама - у засвођеним дворанама унутар великух платформи, опремљени богатим даровима. То је подстакло мишљење да се у најзначајнијим градовима мајанског класичног доба моћ концентрисала у рукама ахава (краљ, господар, вођа), који су имали владарске и свештеничке функције, и релативно малог броја племића нижег ранга. Таква апсолутистичка структура нестаће до краја класичног доба да би уступила место другом начину владавине, у коме је моћ подељена између представника удружених заједница, у суштини локалних месних и племенских вођа, слично аристократским републикама у Античкој Грчкој.
Дешифровање мајанског писма омогућило је идентификовање мајанских владара и династија, као и њихово прецизно датирање. Тако је у Тикалу идентификовано 33 владара који су били на власти између 90. и 869. године нове ере. У Паленкеу се зна за њих 17 који су владали од 431. до после 799, а у Дзибанћеу и Калакмулу за 13 владара династија Каан (Канул), који су владали између 450. и 736. године. На основу такозваних амблемских глифова, које су имали само независни градови, претпоставља се да је било 60 до 70 градова-држава, са прецизно дефинисаном територијом и верским центром, као и мањим насељима око њега, које су повезивале верске, производне и трговачке активности које су се обављале у граду.